# マーヴィン・ヴィカース
マーヴィン・ヴィカース（Mervyn Vicars, 1905年12月14日 - 1991年11月25日）は、イギリスの指揮者、作曲家。
ロンドン出身。7歳からバーティー・フェローズとジョン・スノードンにチェロを学ぶ。また、祖父の後援でドイツに遊学して作曲理論や指揮法を会得した。1931年にマルセイユのヴァリエテ劇場の指揮者になり、1932年に帰国後は、ニューポート演劇オペラ協会、ノーザンプトン・フィルハーモニー協会、カーディフ・フィルハーモニー協会等、様々なイギリスの音楽組織の指揮者を務めた。1934年にはヘンリー・ウッドの助手も務めている。1938年からラジオ局の音楽のアレンジャーの仕事を引き受け、弦楽四重奏からオーケストラ用まで様々な曲のアレンジを手掛けた。1940年にイギリス空軍に入り、1947年に除隊している。1952年にはグラハム・ウェッタムやロバート・ギルと共にニュー・オルフェウス・コンサート・グループを設立。このグループでのコンサートの企画は、翌年にはBBCのオーケストラ・アワーで取り上げられることとなった。1954年にはウィリアム・バーリントン＝クーペの設立したコンサート・アーティスツ・レーベルの芸術監督となったが、このレーベルはすぐに資金面で行き詰まってしまった。1964年にはドーセットに移住し、スワネージ合唱協会と関わりながら作曲活動を行った。1973年には親友のカイホスルー・シャプルジ・ソラブジの作品から主題を拝借した変奏曲とフーガを発表している。
スワネージにて没。